# Schottky Barrier MOSFET

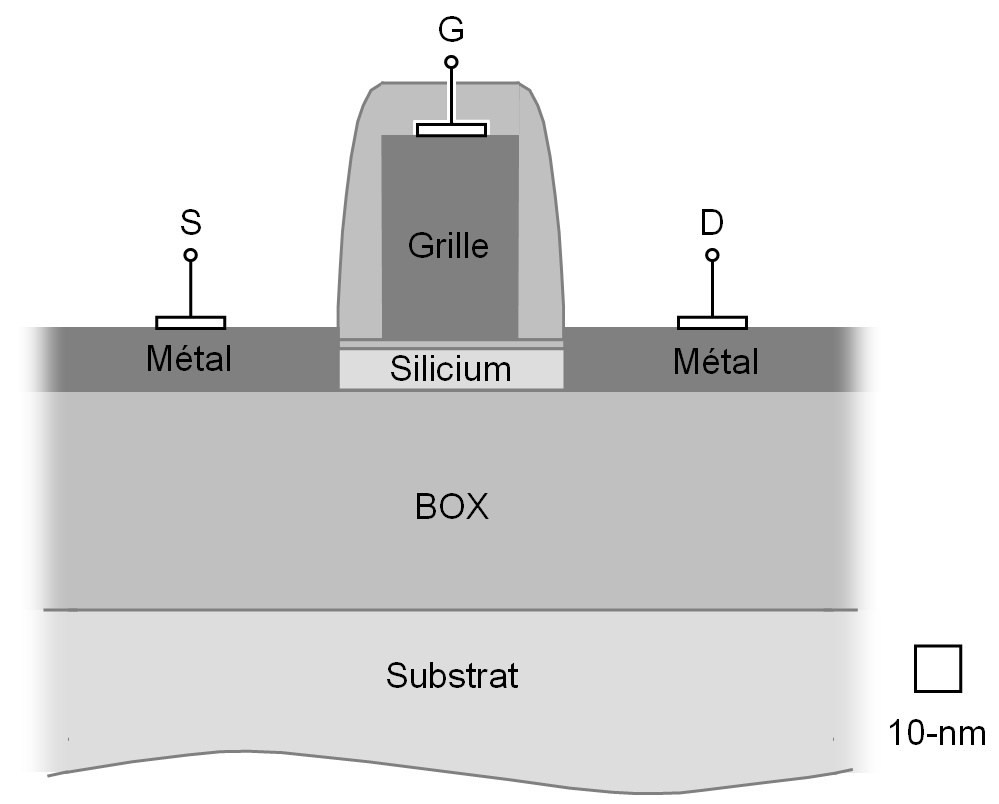
Représentation schématique d'un transistor SB MOSFET de longueur de grille 30-nm fabriqué sur film mince de silicium d'un substrat SOI.

Le transistor MOSFET à contacts source et drain Schottky (ou Schottky Barrier (SB) MOSFET) est basée sur une structure MOS à deux jonctions Schottky en lieu et place des zones de source et drain conventionnellement très dopées et de leurs extensions. Les diodes Schottky sont alors en vis-à-vis et le potentiel interne aux interfaces est alors partiellement contrôlé par le champ de la grille. Cette architecture est issue de la volonté de résoudre des défis majeurs posés sur la technologie MOSFET qui concernent le contrôle des courants de fuite, la formation des jonctions Source/Drain (S/D) parfaitement abruptes au bord de la grille, les excès de résistances et de capacités parasites, etc. Dans ce contexte, cette ingénierie S/D prend une importance à part entière dans le développement des prochaines générations de transistors CMOS (sub-30-nm).